# El jardí dels Finzi-Contini
|  | Aquest article tracta sobre la novel·la. Si cerqueu la pel·lícula, vegeu «El jardí dels Finzi Contini». |

El jardí dels Finzi-Contini (títol original en italià: Il giardino dei Finzi-Contini) és una novel·la de Giorgio Bassani publicada el 1962. És la crònica de les relacions entre el narrador i els fills de la família Finzi-Contini des de la pujada al poder de Mussolini fins al començament de la Segona Guerra Mundial. L'adaptació al cinema per Vittorio de Sica va rebre l'Os d'or al millor film del Festival Internacional de Cinema de Berlín de 1971.

## L'obra
El jardí dels Finzi-Contini és considerada la millor novel·la de la sèrie que Bassani va fer sobre la vida dels jueus italians a la ciutat italiana de Ferrara; un conjunt que s'anomena La novel·la de Ferrara format per les següents obres: Dintre del mur, Les ulleres d'or, El jardí dels Finzi-Contini, Darrera la porta, La garsa i L'olor de la palla. Encara que la novel·la se centra en les relacions entre els principals personatges, l'ombra del feixisme, especialment les lleis racials que restringien la participació dels jueus en la societat italiana, planen sobre els esdeveniments descrits a la novel·la.
Aquesta novel·la forma part de l'anomenada «trilogia del jo» de Bassani (les altres dues són Les ulleres d'or i Darrera la porta). Són obres en què l'autor s'expressa a través d'un narrador que parla en primera persona. En El jardí dels Finzi-Contini, el narrador recupera la seva identitat de jueu, gràcies al contacte amb els Finzi-Contini. Des del començament de l'obra se sap quin serà el final de la història dels Finzi-Contini. Per tant, l'interès del lector no es concentra en el final que pugui tenir la història, i a mesura que s'avança en la lectura del llibre es fa palès que el narrador n'és també el protagonista. En general, les primeres frases de cada capítol o tot un paràgraf breu inicial són un indici del que s'hi esdevindrà.
L'educació en la cultura clàssica del narrador és evident en alguns aspectes del seu lèxic. Per exemple, parla de «magna domus» per referir-se a la mansió dels Finzi-Contini; indica que el Finzi-Contini que va fer construir el mausoleu que hi ha a la casa ho va fer «sibis et suis»; pensa que només es poden entendre les raons per a les rivalitats entre les diverses sectes de jueus ferraresos si s'ha viscut «intra muros». I tot i que l'obra no sigui autobiogràfica es podria dir que, com les altres obres del conjunt La novel·la de Ferrara, és la «novel·la personal» de l'autor. El narrador és com era Bassani en l'època descrita en el llibre: un jove de la burgesia ferraresa, interessat en la literatura i en el món clàssic que, quan es promulguen les lleis racials, s'adona de ser diferent de la majoria; un jueu, un pària.

## Argument
La novel·la comença amb un pròleg breu que se situa en el 1957, en el qual el narrador, un jueu italià, descriu una visita al cementiri etrusc de Cerveteri, que li fa recordar el mausoleu familiar dels Finzi-Contini a Ferrara, buit amb dues excepcions: un nen de sis anys, Guido, mort de malaltia abans que naixés el narrador, i Alberto, el fill gran dels Finzi-Contini i amic del narrador, mort a causa d'un limfogranuloma abans de la deportació massiva que enviaria la resta de la família a un camp de concentració a Alemanya. En aquest punt, el narrador revela que cap dels Finzi-Contini va sobreviure.
La primera part del llibre cobreix les experiències d'adolescència del narrador, descrivint els diversos cercles socials de la població jueva local i el misteri al voltant d'Alberto i Micòl Finzi-Contini, pertanyents a una família de l'alta burgesia jueva de Ferrara, que van ser escolaritzats separadament dels altres nens jueus i que només apareixien a l'escola principal per als exàmens anuals. El narrador va suspendre la seva prova de matemàtiques en aquell any particular, la primera vegada que suspenia un dels exàmens anuals exigits per passar curs, i marxa amb la seva bicicleta lluny de la reacció del seu pare. Va a parar al mur de la mansió del Finzi-Contini, on per primera vegada té una conversa amb Micòl, la filla, tot i que es coneixien de vista perquè coincidien a la sinagoga en les celebracions jueves. El narrador és convidat per Micòl a entrar al jardí. Es disculpa preocupat per la seguretat de la seva bicicleta. Ella li mostra un amagatall segur, però mentre amaga la seva bicicleta bada tot pensant en Micòl. Després ella desapareix del mur, amb la qual cosa el narrador perd la possibilitat de veure el jardí fins a uns anys més tard.
En les següents parts del llibre els adolescents són ja uns joves que han acabat els estudis universitaris o són a punt d'acabar-los. Les lleis racials els han restringit la possibilitat de freqüentar els ferraresos cristians; el narrador és expulsat del club de tennis que freqüentava, però Alberto i Micòl l'acullen en el seu grup d'amics —uns quants adolescents jueus i alguns altres joves de la seva edat— que formen un club de tennis informal, i juguen unes quantes vegades a la setmana a la pista de tennis dels Finzi-Contini. Entre els amics que es troben a casa dels Finzi-Contini hi ha Giampiero Malnate, un jove químic milanès, i activista polític, que treballa en una fàbrica de Ferrara. Durant aquestes visites la relació d'amistat del narrador i Micòl es fa més íntima, però la timidesa d'ell i la por de ser rebutjat fan que no gosi declarar-li el seu amor.
Quan Micòl decideix marxar a Venècia per acabar el seu treball de llicenciatura, el narrador continua visitant la casa dels Finzi-Contini, atès que el pare dels seus amics posa a la seva disposició la seva biblioteca perquè ell també prepari el treball de llicenciatura i perquè no vol perdre el contacte amb Micòl, encara que sigui indirectament. Micòl torna a casa amb motiu de la Pasqua jueva i ell corre a casa dels Finzi-Contini, abraça la noia i la besa, però l'actitud d'ella ja no és la mateixa. A partir d'aleshores adopta una actitud freda envers del narrador que no renuncia, però, al seu amor, i intenta el contacte físic amb ella. Finalment, Micòl li explica que, en adonar-se que la relació d'amistat entre ells estava esdevenint una relació més íntima, es va espantar i va fugir amb l'esperança que amb el temps tornessin a la situació anterior d'amistat, perquè creia que els seus caràcters, molt semblants, no permetien una relació d'un altre tipus. El narrador no accepta aquesta explicació i pensa que potser està enamorada d'un altre home. Li ho diu i ella reacciona demanant-li que es deixin de veure, que ell vagi espaiant les visites a casa dels Finzi-Contini. Així acaba la seva relació.
El narrador, que va espaiant les visites a la casa dels Finzi-Contini, es troba sovint amb Giampiero Malnate, i en una d'aquestes trobades, Malnate el duu una nit a un prostíbul. De tornada a casa el narrador troba el seu pare encara despert i mantenen una llarga conversa, en què el fill se sincera i li explica tot. El seu pare li aconsella que deixi d'anar a casa dels Finzi-Contini, que talli també les trobades amb Malnate i que es dediqui a la seva vocació de literat i escriptor. En un passeig nocturn per la ciutat el narrador, de manera inconscient, es troba a costat del mur del jardí dels Finzi-Contini, el mateix lloc on va parlar per primera vegada amb Micòl. Pensa en ella, en la possibilitat que ara estigui amb Malnate, a la cabana del jardí o potser a l'habitació de Micòl. Les campanades del rellotge de la plaça el tornen a la realitat i, mentre s'allunya del mur, es diu a si mateix: «Quina novel·la més bonica!».
En un breu epíleg, el narrador recorda la Segona Guerra Mundial, el tràgic destí de la família Finzi-Contini i la desaparició de Malnate en el front rus, on va anar el 1941 amb el cos d'expedicionaris italians

## Adaptació al cinema
L'adaptació de Vittorio de Sica el 1971 la protagonitza Lino Capolicchio com a Giorgio (el narrador, del qual mai no es diu el nom en el llibre). Va guanyar l'Oscar a la millor pel·lícula de parla no anglesa i va ser nominat per a l'Oscar al millor guió adaptat. Va guanyar l'Os d'Or al Festival Internacional de Cinema de Berlín i el Premi David de Donatello 1971 al millor film.

## Referència del llibre en català
- Giorgio Bassani. El Jardí dels Finzi-Contini.  Barcelona: Edicions Proa. Col·lecció A tot vent 257, 1987. ISBN 84-7588-164-5.